# Tigres del Licey
Los Tigres del Licey es un equipo de béisbol profesional de la Liga de Béisbol Profesional de la República Dominicana (LIDOM). El equipo fue fundado en 1907 y tiene su sede en Santo Domingo, República Dominicana. Es una de las dos franquicias LIDOM con sede en la capital del país, la otra es los Leones del Escogido; Ambos equipos comparten el Estadio Quisqueya Juan Marichal como su estadio local.
Los Tigres es el equipo más antiguo de la LIDOM y ha ganado 24 títulos de Liga y 11 títulos de la Serie del Caribe. Algunos de los mejores jugadores del equipo han sido Alonzo Perry, Pedro González, Manny Mota, Guayubín Olivo, César Gerónimo y Elvio Jiménez. Muchos de los mejores jugadores dominicanos y de las Grandes Ligas de Béisbol han formado parte de la larga historia de los Tigres, incluido Tommy Lasorda, miembro del Salón de la Fama del Béisbol que llevó al equipo al título de la Serie del Caribe de 1973. El logo de Licey es una "L" cursiva. El equipo, apodado "El Glorioso", tiene una base de seguidores apasionados.

## Historia
Hacia 1900, el béisbol en la República Dominicana era sólo un pasatiempo de menor importancia, debido a las fuertes turbulencias políticas en el país en ese entonces. Pero en 1907, el béisbol fue aumentando su popularidad con dos equipos aficionados (Ozama y Nuevo Club) que eran los más populares. Los Tigres del Licey fue el primer intento de formar un equipo antagonista para los dos ya establecidos.
El equipo Licey nació como resultado de una reunión que tuvo lugar en la casa de Vicente María y Jacinto "Pichán" Vallejo, en la calle el Conde No.85, en la Zona Colonial de Santo Domingo, el 7 de noviembre de 1907. Los miembros fundadores fueron: George y Cuncún Pou, Luis y Federico Fiallo, Luis y Pinchán Vallejo, Luis Castillo, Salvador Piñeyro, Álvaro Álvarez, Tutú Martínez, Ángel y Chichi Mieses, Arturo Perdomo, Bi Sánchez, Virgilio Abreu, Alberto Peña, Arturo Nolasco y Tulio Piña. Muchos de los miembros fundadores del equipo también fueron parte del primer roster del mismo.
Su primer uniforme era caqui y fueron muchos años después cuando adquirieron uno que tenía pequeñas líneas verticales por lo que el pueblo los llamó rayados y luego en los escritos de la época lo compararon con el tigre, nombre del cual el Licey no se separó jamás. El color azul llegaría en los años siguientes completando Los Gloriosos Tigres Azules del Licey su histórica identificación.
Los próximos 15 años, después de su fundación, Yunior y el equipo se volvió tan dominante que se hizo un acuerdo entre otros tres equipos que competían (Los Muchachos, San Carlos y Delco Lite) para formar un nuevo equipo, compuesto por sus mejores jugadores, con el fin de superar a los Tigres del Licey. Este equipo, denominado Leones del Escogido, aún existe y comparte el mismo estadio en Santo Domingo con los Tigres del Licey.
Durante lo que los dominicanos llaman la "primera etapa" de la historia del béisbol del país, los partidos se jugaban sólo durante el día. La "segunda etapa" no comenzó hasta que el dictador Rafael Leónidas Trujillo construyó el Estadio Quisqueya en 1955, un estadio brillantemente diseñado y construido para el momento. Con el estadio llegaron las luces, esa época se consideró como la edad de oro en el béisbol de la República Dominicana. Comparten estadio junto a los Leonés del Escogido.

### Origen del nombre
El nombre de Licey fue sugerido por el mocano Pancho Fiallo, hermano de Luis, uno de los fundadores; sobre la base de que era un nombre de cinco letras, lo cual facilitaba su visibilidad en la parte frontal del uniforme de los jugadores, y en reconocimiento a un pequeño arroyo que nace en el municipio de Tamboril que se desplaza entre los municipios de Tamboril y Licey (República Dominicana)|Santiago/Moca]]. Pancho Fiallo escuchó la conversación de manera casual ya que nada tenía que ver con la reunión y sugirió el nombre pues tenía una novia a la que visitaba y cruzaba siempre ese pequeño arroyo para llegar a la casa de la amada.

## Campeonatos
| Temporada | Campeón          | Mánager          | Subcampeón           |
| --------- | ---------------- | ---------------- | -------------------- |
| 1951      | Tigres del Licey | Félix Delgado    | Leones del Escogido  |
| 1953      | Tigres del Licey | Oscar Rodríguez  | Águilas Cibaeñas     |
| 1958-59   | Tigres del Licey | Joe Schultz      | Leones del Escogido  |
| 1963-64   | Tigres del Licey | Vernon Benson    | Águilas Cibaeñas     |
| 1969-70   | Tigres del Licey | Manny Mota       | Águilas Cibaeñas     |
| 1970-71   | Tigres del Licey | Manny Mota       | Leones del Escogido  |
| 1972-73   | Tigres del Licey | Tommy Lasorda    | Estrellas Orientales |
| 1973-74   | Tigres del Licey | Tommy Lasorda    | Águilas Cibaeñas     |
| 1976-77   | Tigres del Licey | Buck Rodgers     | Águilas Cibaeñas     |
| 1979-80   | Tigres del Licey | Del Crandall     | Estrellas Orientales |
| 1982-83   | Tigres del Licey | Manny Mota       | Águilas Cibaeñas     |
| 1983-84   | Tigres del Licey | Manny Mota       | Águilas Cibaeñas     |
| 1984-85   | Tigres del Licey | Terry Collins    | Azucareros del Este  |
| 1990-91   | Tigres del Licey | John Roseboro    | Leones del Escogido  |
| 1993-94   | Tigres del Licey | Casey Parsons    | Águilas Cibaeñas     |
| 1998-99   | Tigres del Licey | Dave Jauss       | Leones del Escogido  |
| 2001-02   | Tigres del Licey | Bob Geren        | Águilas Cibaeñas     |
| 2003-04   | Tigres del Licey | Manny Acta       | Gigantes del Cibao   |
| 2005-06   | Tigres del Licey | Rafael Landestoy | Águilas Cibaeñas     |
| 2008-09   | Tigres del Licey | José Offerman    | Gigantes del Cibao   |
| 2013-14   | Tigres del Licey | José Offerman    | Leones del Escogido  |
| 2016-17   | Tigres del Licey | Audo Vicente     | Águilas Cibaeñas     |
| 2022-23   | Tigres del Licey | José Offerman    | Estrellas Orientales |
| 2023-24   | Tigres del Licey | Gilbert Gomez    | Estrellas Orientales |

### Series del Caribe
| Año  | Sede                | Campeón          | Mánager           | Récord | Subcampeón                |
| ---- | ------------------- | ---------------- | ----------------- | ------ | ------------------------- |
| 1971 | San Juan            | Tigres del Licey | Manny Mota        | 6-0    | Naranjeros de Hermosillo  |
| 1973 | Caracas             | Tigres del Licey | Tommy Lasorda     | 5-1    | Leones del Caracas        |
| 1977 | Caracas             | Tigres del Licey | Buck Rodgers      | 6-0    | Navegantes del Magallanes |
| 1980 | Santo Domingo       | Tigres del Licey | Del Crandall      | 4-2    | Leones del Caracas        |
| 1985 | Hermosillo          | Tigres del Licey | Phil Regan        | 5-1    | Tomateros de Culiacán     |
| 1991 | Miami               | Tigres del Licey | John Roseboro     | 5-0    | Cardenales de Lara        |
| 1994 | Puerto La Cruz      | Tigres del Licey | Casey Parsons     | 5-1    | Navegantes del Magallanes |
| 1999 | San Juan            | Tigres del Licey | Dave Jauss        | 5-2    | Indios de Mayagüez        |
| 2004 | Santo Domingo       | Tigres del Licey | Manny Acta        | 5-1    | Tomateros de Culiacán     |
| 2008 | Santiago            | Tigres del Licey | Héctor de la Cruz | 5-1    | Águilas Cibaeñas          |
| 2023 | Caracas y La Guaira | Tigres del Licey | José Offerman     | 6-3    | Leones del Caracas        |

## Rivalidades

### Leones del Escogido
Cuando los Tigres del Licey fue fundado en 1907, los equipos Ozama y Nuevo Club se disputaban la supremacía del béisbol en el país. El Licey les fue quitando terreno hasta hacerlos desaparecer.
No había rivales para el Licey en ese entonces, lo cual originó la fusión de tres de los equipos de la época, San Carlos, Los Muchachos y el Delco Lite, dando lugar, con beisbolistas escogidos de esos tres equipos, al nacimiento de los Leones del Escogido.
El Licey y el Escogido (como se les llama popularmente) se convirtieron desde entonces, en los grandes rivales de la capital y del país habiéndose unido en 1937 para conformar el equipo que se llamó Dragones de Ciudad Trujillo.
A partir de ahí, la práctica del béisbol profesional se paralizó hasta 1951, iniciándose una nueva etapa que se solidificó en 1955 con la inauguración del estadio Quisqueya.

#### City Champ
En aquella época los Tigres del Licey y los Leones del Escogido fueron denominados los "eternos rivales". Los enfrentamientos entre ambos equipos se volvían cada vez más populares entre la fanaticada dominicana, llegando a calificarse a la serie regular como "City Champ" o "Campeón de la Ciudad". Para muchos fanáticos, el mejor consuelo que tenía perder un campeonato era haber resultado ganador del "City Champ".
Al finalizar la temporada regular del Torneo 2022-2023 los Tigres del Licey tienen en su haber 31 City Champs y los Leones del Escogido también con 31 y en siete ocasiones han quedado empatados.

### Águilas Cibaeñas
Debido al declive de los Leones del Escogido, a partir de la década de los noventa fue creciendo una gran rivalidad entre los Tigres del Licey y las Águilas Cibaeñas, equipo con sede en la ciudad de Santiago de los Caballeros. Estos enfrentamientos entre ambos equipos son casi comparables con los de Licey y Escogido de años anteriores, aunque con un significado más emotivo debido a que pertenecen a las dos ciudades más grandes del país.

## Roster temporada 2024-25
- Actualizado el 10 de septiembre de 2024.[3]

## Números retirados
| Pedro Gonzalez 1957-1970 2B   | Alonzo Perry 1951-1954 1B, P    | Manny Mota 1957-1980 LF       | Tony ''Cabeza'' Fernández 1981-1986 SS | Diomedes Olivo 1951-1964 P | Elvio Jimenez 1959-1974 OF  |
| Alcibíades Colón 1951-1957 OF | Luis “Grillo” Baez 1951-1954 OF | Rafael Landestoy 1973-1984 OF | Olmedo Suarez 1951-1964 IF             | Pedro Martinez 1990-1996 P | Cesar Geronimo 1967-1985 CF |